# Abraham & Straus
Abraham & Straus, vaak afgekort tot A&S, was een groot warenhuis in New York, gevestigd in Brooklyn. Het bedrijf werd in 1865 opgericht en werd in 1929 onderdeel van Federated Department Stores. Kort na de overname van R.H. Macy & Company door Federated in 1994, werd het merk A&S afgeschaft. De meeste A&S-winkels werden omgedoopt tot Macy's, hoewel een paar winkels werden onderdeel van Stern's, een andere divisie van Federated, die goedkopere producten aanbood dan Macy's of A&S.

## Geschiedenis

Logo's
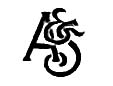
1893–1955
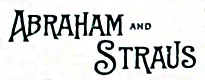
1955–1960
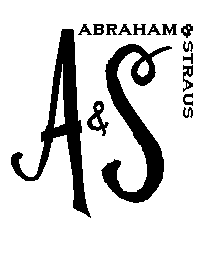
eind jaren 60–1976
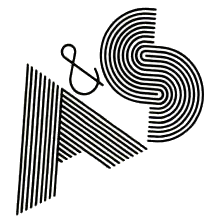
1976-1978
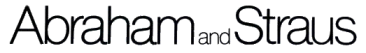
1978–1987

In 1865 werd de eerste winkel in Brooklyn geopend op Fulton Street 285. De winkel had een oppervlakte van iets meer dan 200 m². Abraham Abraham, 22 jaar oud, en Joseph Wechsler legden beiden $ 5.000 in voor de aankoop. In 1883 kocht het bedrijf het onlangs gebouwde Second Empire gietijzeren Wheeler Building op Fulton Street 422 om er hun vlaggenschipwinkel van te maken.
Op 1 april 1893 kochten Nathan Straus, Isidor Straus  en Simon F. Rothschild als partners Wechsler uit, en het bedrijf werd Abraham & Straus. Het bedrijf telde destijds 2.000 werknemers. Simon F. Rothschild, Abrahams schoonzoon, Edward Charles Blum, en zoon, Lawrence Abraham, werden partners in het nieuwe bedrijf. 
In 1900 telde het bedrijf 4.650 werknemers. Van de jaren 1890 tot de jaren 1920 maakte A&S gebruik van een systeem van cataloguswinkelagentschappen verspreid over Long Island om klanten te bedienen.
In 1912 kwamen Isidor Straus en zijn vrouw Ida om het leven bij de ondergang van de Titanic.
Rond 1915, nadat Abrahams dochter trouwde met Isidors zoon Percy Selden Straus, verdeelde de familie Straus het imperium, waarbij de familie van Nathan A&S zou runnen en de familie van Isidors Macy's. 
Vanaf 1928 begon het bedrijf met een uitbreiding van het warenhuis aan Fulton Street voor een bedrag van $7,8 miljoen. Hiervoor werd een nieuwe kelder gegraven, zonder dat de klanten daarboven last hadden. De gerenoveerde winkel werd geopend op 10 oktober, slechts enkele dagen voor de beurskrach van Wall Street in 1929. In de zomer van 1929 fuseerde het bedrijf met Filene's en Lazarus om Federated Department Stores te vormen. Bloomingdale's sloot zich het jaar daarop aan. Om tijdens de crisis van de jaren 1930 te bezuinigen, begon het bedrijf zijn werknemers in te plannen op basis van de verkoopcijfers per uur. Bovendien kregen alle werknemers 10 procent minder salaris. Er werden geen werknemers ontslagen.
In 1937 werd het bedrijf geleid door Walter N. Rothschild, waarvan hij tot 1955 president en voorzitter was. Na Rothschild werd Sidney L. Solomon de eerste president van het bedrijf die geen familielid was. Het bedrijf telde destijds 12.000 werknemers.
Na de Tweede Wereldoorlog groeide het bedrijf verder uit. In 1950 kocht het bedrijf de winkel van Loeser's in Garden City, New York en twee jaar later werd het eerste nieuwe filiaal geopend in Hempstead, New York.
In de daaropvolgende decennia breidde het bedrijf zich uit in de agglomeratie New York. Een van de uitbreidingen was een ankerwinkel in het winkelcentrum Paramus Park in Paramus, New Jersey. Hiervoor was de aanleg van een toegangsweg nodig. Ondanks de verbouwing van de winkel tot Macy's, staat deze nog steeds bekend als A&S Drive.
In de jaren zeventig probeerde Federated Department Stores het imago van A&S op te frissen en financierde de bouw van nieuwe, meer luxe winkels. A&S ontwikkelde een nieuw logo dat de winkels opnieuw onder de naam Abraham & Straus bracht. Het bedrijf opende een centraal distributiecentrum, waardoor er minder niet-verkoopbare ruimte per winkel nodig was.
In 1978 opende het bedrijf de eerste van zijn meer luxe winkels in de Monmouth Mall in Eatontown, New Jersey. Daarna volgden winkels in White Plains, New York, in 1980, The Mall at Short Hills in New Jersey, in 1981, en een nieuwe winkel in de Westfield Sunrise Mall, ter vervanging van de winkel in Babylon, Long Island.
In 1981 en 1982 opende de keten twee winkels in winkelcentra in de buitenwijken van Philadelphia, in de Court at King of Prussia en Willow Grove Park Mall. Deze nieuwe winkels hadden moeite om zich goed te positioneren en de twee winkels in Pennsylvania werden respectievelijk in 1987 en 1988 gesloten. De ruimte werd ingenomen door het in Philadelphia gevestigde Strawbridge and Clothier.
De winkel in Short Hills, New Jersey, leek niet op zijn plaats in het zeer chique winkelcentrum en klanten verzetten zich tegen de strengere regels van de winkel met betrekking tot het accepteren van cheques, overboekingen tussen winkels en restituties. Uiteindelijk zou A&S de vestiging in Short Hills bevoorraden met producten die beter bij de locatie pasten.
In 1994 nam Federated Department Stores, Macy's over. Omdat Macy's en A&S allebei concurreerden om dezelfde doelgroep met een middeninkomen, vond Federated dat het minder bekende merk A&S moest worden uitgefaseerd. In januari 1995 werd aangekondigd dat alle A&S-locaties uiterlijk 30 april zouden zijn omgedoopt tot een van de andere merken. De meeste werden Macy's of Stern's, maar minstens één vestiging werd omgebouwd tot Bloomingdale's en een andere werd verkocht aan Sears.
 

## Vlaggenschipwinkel aan Fulton Street

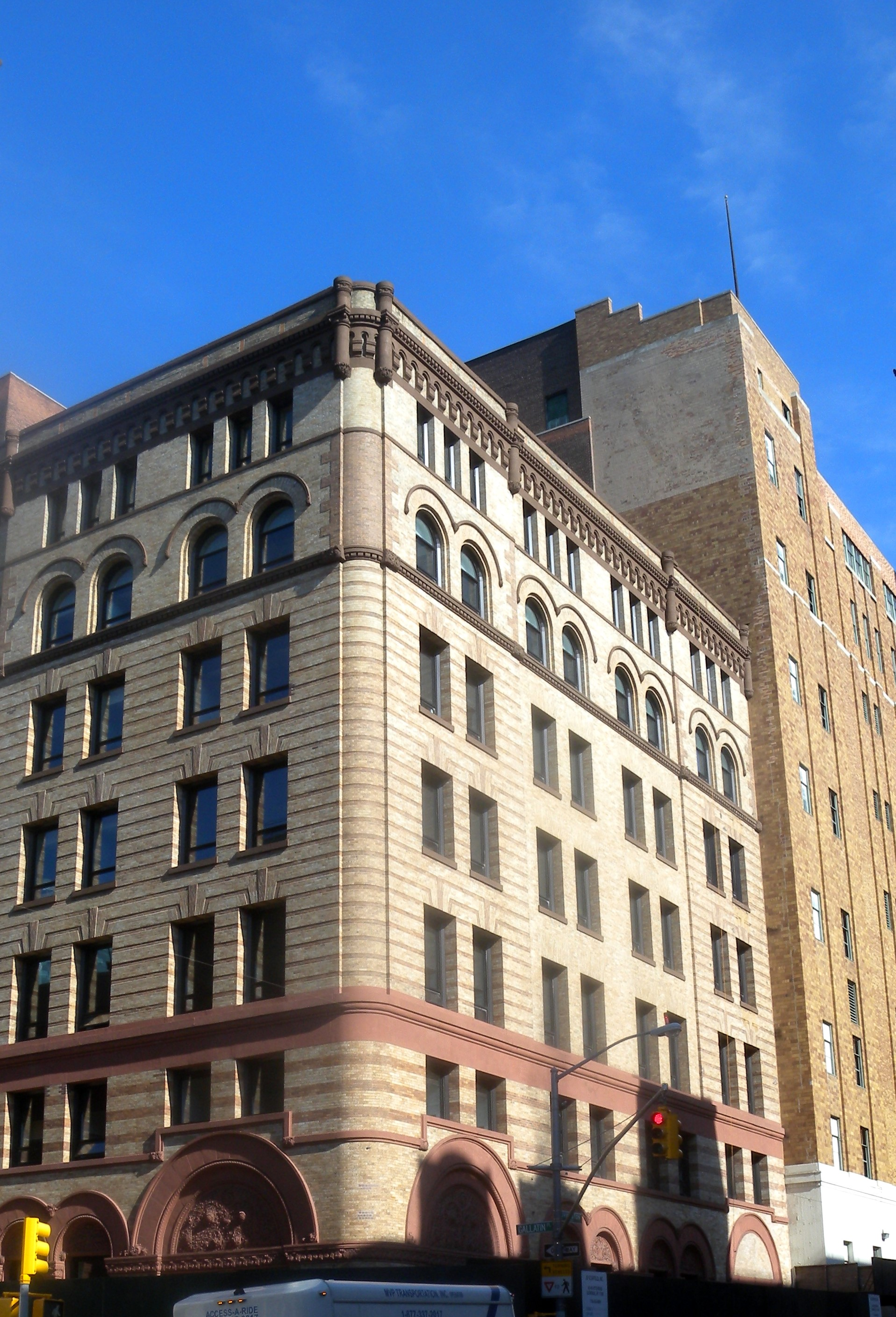
Bijgebouw Livingston Street

De 78.000 m² grote vlaggenschipwinkel van het bedrijf in Brooklyn was gevestigd op Fulton Street 422, in het Fulton Street Mall voetgangersgebied.
Vanaf het begin had het bedrijf hoge ambities. In 1885 huurde het bedrijf de architect George L. Morse in om te werken aan de winkel aan Fulton Street in het centrum van Brooklyn. Voor de renovaties en uitbreidingen van 1928 tot 1930 huurde het bedrijf de architecten Starrett &amp; van Vleck in om een art-deco-uitbouw te bouwen op het kruispunt van Fulton, Hoyt en Livingston Street. In 2003 plaatsten de Brooklyn Heights Association en de Municipal Art Society het gebouw op een lijst van 28 historische gebouwen in het centrum van Brooklyn die beschermd moesten worden.
In tegenstelling tot de talloze warenhuizen in het stadscentrum die inmiddels gesloten zijn, is deze historische locatie anno 2024 nog steeds een Macy's-warenhuis. Met 94.000 m²  is het de op één na grootste Macy's in de regio New York City. Macy's gebruikt de benedenverdieping tot en met de vijfde verdieping voor de detailhandel, de zesde verdieping voor seizoensartikelen en een schoonheidssalon, en de bovenste verdiepingen voor een aantal bedrijfsafdelingen. De etalages langs Fulton Street zijn nog steeds intact en de liften in het midden van de winkel herinneren nog steeds aan het elegante verleden van dit gebouw. De personenliften op deze locatie behoorden tot de laatste in heel New York City die werden omgebouwd van handmatige liften naar automatische liften. 
Op 16 juli 2014 meldde Women's Wear Daily dat Macy's de renovatie van zijn vlaggenschipwinkel in Brooklyn had stopgezet, terwijl het overwoog om het pand te verkopen, dat $ 300 miljoen waard zou kunnen zijn, aan een projectontwikkelaar die het wilde ombouwen tot appartementen. Er werd ook gemeld dat Macy's overwoog een nieuwe winkel in downtown Brooklyn te bouwen.
In 2016 werd besloten om op de huidige locatie te blijven, maar de winkelruimte op vier verdiepingen samen te voegen en de resterende verdiepingen te verkopen. In 2018 waren de werkzaamheden nog steeds gaande.